# Yaiza Yastá
Yaiza Yastá es una dibujadora tinerfeña, popular por sus viñetas de Mundo Yastá.

## Biografía
Yaiza Yastá es el nombre artístico de Yaiza Perez Moreno (San Cristóbal de La Laguna, 1977), ilustradora e historietista, que refleja su mundo y reflexiones en forma de viñetas, protagonizadas por su alter ego, un personaje femenino sin rostro y con vestido rojo. Su dibujo es sencillo y escueto, con cierto aspecto infantil, pero de gran trasfondo reflexivo. Sus temáticas habituales son la actualidad, el feminismo, la política y el amor. Yaiza Perez es licenciada en Derecho por la Universidad de La Laguna, máster en Derecho Europeo por la Universidad Libre de Bruselas y máster Derecho Urbanístico por la Universidad de La Laguna

## Obra (2014 - actualidad)
El nacimiento del personaje surge como una vía de escape y una manera de reflejar los chistes visuales que le pasan por la cabeza. Comienza de manera modesta, como afición y entretenimiento para los amigos. Poco a poco el personaje va cogiendo más forma, evoluciona tanto en pensamiento como en dibujo, pasan de ser  chistes a llevar a la reflexión, y comienza a aparecer en redes sociales. En 2015 conoce al artista madrileño Ras de Rashid, de quien recibe clases de dibujo. Sus dibujos ganan con la práctica, comienza a incluir fondos, a jugar con las posturas, perspectivas y tramas, y experimenta incluyendo otros colores para resaltar detalles de la viñeta. En enero del 2016 comienza a colaborar con el medio digital Huffington Post, donde publica sus viñetas, principalmente, relacionadas con temas de actualidad. El 24 de noviembre del 2017, realiza su primera exposición en el Liceo Taoro (La Orotaba), en la que se expusieron una selección de 42 viñetas en un tamaño de 25 x 25 cm. El 7 de septiembre de 2018 en la Sala de Arte Paraninfo Pablo González Vera inaugura su segunda exposición bajo el título "Grietas", y para el 21 de noviembre del 2018 es invitada a exponer en el CEAD Santa Cruz Mercedes Pinto, la presentación, la presentación fue acompañada de una charla-coloquio.  
Actualmente sus viñetas continúan publicándose en las redes sociales de la artista.

## Exposiciones
- Noviembre 2017, Liceo Taoro (La Orotaba, Sta. Cruz de Tenerife)
- Septiembre 2018, Sala de Arte Paraninfo Pablo González Vera (San Cristóbal de La Laguna)
- Noviembre 2018, CEAD Santa Cruz Mercedes Pinto (Sta. Cruz de Tenerife)

## Colaboraciones
- 2016 - actualidad, viñetas para  Huffington Post
- 2018 Prólogo para el libro de ilustraciones "Pelirrojas 2013-2018" de Ras de Rashid